# Ivan Rota
Ivan Rota (Palazzago, 6 ottobre 1958) è un politico italiano, deputato alla Camera nella XVI legislatura della Repubblica Italiana per l'Italia dei Valori.

## Biografia
Nato il 6 ottobre 1958 a Palazzago, in provincia di Bergamo, sposato, facente parte della Democrazia Cristiana, nel 1992 è stato tra i fondatori del comitato civico "Di Pietro Siamo Noi".
Alle elezioni politiche del 2008 viene candidato alla Camera dei deputati, tra le liste dell'Italia dei Valori nella circoscrizione Lombardia 2 in quinta posizione, ed eletto deputato. Nella XVI legislatura della Repubblica è stato componente della 13ª Commissione Agricoltura e della 14ª Commissione Politiche dell'Unione europea.
Alle elezioni politiche del 2013 viene ricandidato alla Camera con la lista elettorale Rivoluzione Civile dell'ex magistrato Antonio Ingroia, ma senza essere eletto a causa del mancato raggiungimento della soglia di sbarramento necessaria da parte della lista.
Con l'elezione di Ignazio Messina a segretario dell'Italia dei Valori, il 5 luglio 2013 viene nominato da quest'ultimo tesoriere e rappresentante legale del partito.
Alle elezioni politiche del 2018 viene candidato al Senato della Repubblica, con la lista elettorale Civica Popolare della Ministra della saluta uscente Beatrice Lorenzin, ma ancora una volta senza essere eletto. Successivamente abbandonerà l'Italia dei Valori.
In vista delle elezioni regionali in Lombardia del 2023 si candida al consiglio regionale, per la lista a sostegno della candidatura di Letizia Moratti alla presidenza della Regione, diventando il referente provinciale della sua lista, e venendo eletto con 570 preferenze.
Nel 2023 aderisce a Forza Italia.